# В-902 (мотовелосипед)

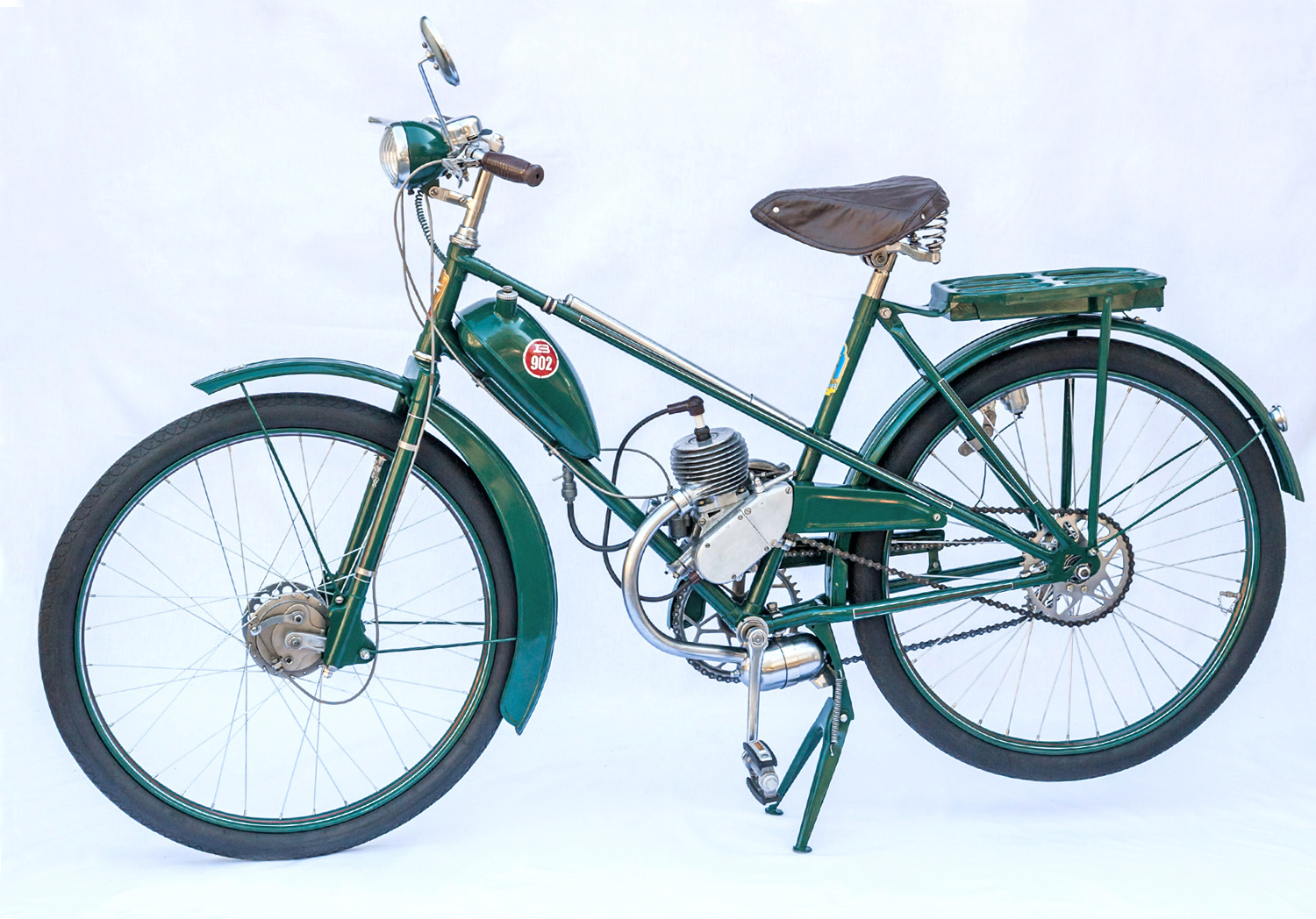
Мотовелосипед ЛВЗ В-902 другої версії (1960 р.). Під багажником встановлена зручна висувна металева скринька для інструментів

В-902 — перший мотовелосипед виробництва Львівського велозаводу в період 1958—1962 р.р.
В кінці 1950-х років конструкторами Львівського велозаводу спільно з
ЦКТБ велобудування Харківського велозаводу і ЦКБ мотоциклобудування був розроблений мотовелосипед В-902 з двигуном Д-4. Його серійне виробництво було розпочато на Львівському велосипедному заводі в 1958 році. Мотовелосипед В-902 був одним з перших, в Радянському Союзі, типом легкого мототранспорту масового виробництва.

## Конструкція мотовелосипеда
На відміну від мотовелосипеда В-901 що вже вироблявся в Харкові, та був практично звичайним дорожнім велосипедом з мотором, В-902 мав ряд технічних особливостей.
Посилена жорстка рама мотовелосипеда В-902 була спаяна з труб різного діаметру, на ній встановлювалась каретка педалей велосипедного типу ХВЗ. Передня вилка оснащувалася важільними амортизаторами з можливістю регулювання жорсткості пружин, підвіска заднього колеса була жорстка. На передньому колесі була встановлена втулка з гальмівними колодками. Заднє колесо з велосипедною гальмівною втулкою Torpedo, заводу ХВЗ. На ньому встановлювалася привідна моторна зірочка з комплекту веломотора. Для регулювання натягу ланцюга педалей, на осі колеса монтувався поворотний кронштейн з невеликою зірочкою-роликом.

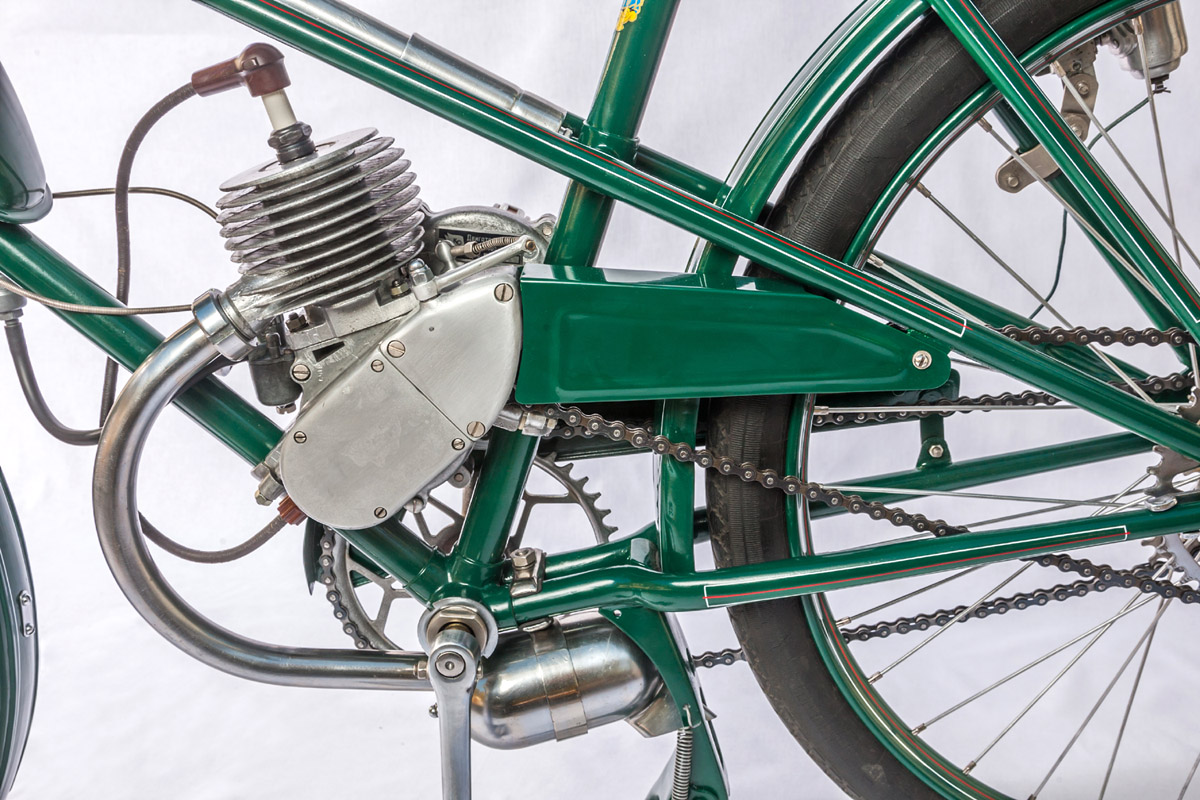
Одношвидкісний двигун Д–4, об'ємом 45 куб.см.,та потужністю 1 к.с.

Обода колес мопеда– велосипедні під 36 спиць, (такі як на жіночому велосипеді В-22) на них встановлені збільшені покришки розміром 26х2" (665х48 мм). Невеликий діаметр коліс і низьке сідло дали зручну посадку водія та стійкість на ходу.
Веломопед оснащувався відкидною центральної підставкою. Сідло було велосипедного типу, трохи ширше звичайного, з двома задніми вертикальними пружинами і збільшеною кількістю горизонтальних пружин. Верх сідла був кроєним, шитим з м'якої шкіри з товстою вовняною підкладкою. На його задній частині кріпилася штампована хромована табличка з написом «Львов».
На трубі керма, встановлювалася фара велосипедного типу, а на стійці задньої вилки монтувалася велодинамка. На задньому крилі встановлювався круглий велосипедний катафот зі скляним відбивачем рубінового кольору.
Зірочка і шатун педалей від велосипеда В–110 «Прогрес». Щоб уникнути торкання боків мотора, шатуни були розігнуті. Педалі, відлиті з алюмінієвого сплаву з гумовими накладками, що притискалися штампованими пластинами з вбудованими світловідбивачами.
На В-902 встановлювали стандартний велосипедний одношвидкістний двигун Д-4 виробництва ленінградського заводу «КО», з комплектним баком, задньою зірочкою, глушником, ручками зчеплення і газу.

## Модифікації та оформлення

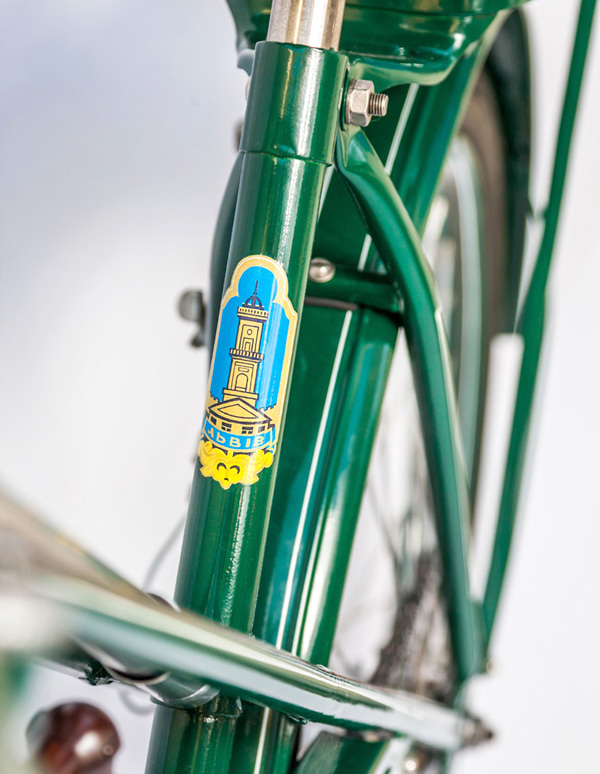
Малюнок на рамі із зображенням вежі львівської ратуші і написом «Львів».

У період виробництва, мотовелосипед не значно модернізувався. Загалом було три версії, всі вони мали невеликі відмінності. Лише на останніх моделях (1961—1962 р.р.) почали встановлювати більш ефективну передню вилку з телескопічним пружинним амортизатором.
Мотовелосипеди фарбувалися в різні кольори: темно-зелений з червоно-білими ліновками (тонкими лініями) на крилах і рамі, оливковий, синій з орнаментом виконаним під трафарет (бронзовою фарбою) на крилах, вилці і щитку ланцюга педалей. Зустрічалися окремі екземпляри з фарбуванням в два кольори, та з додатковою деколлю на щитку ланцюга педалей з написом «Львів».
На задньому крилі наносилася барвиста деколь (емблема велозаводу), а на підсідельній трубі малюнок із зображенням вежі львівської ратуші і написом «Львів».
На деяких мопедах, ймовірно перших випусків, вона була виконана в синьо — жовтих кольорах. Ймовірно, художник свідомо взяв кольори українського національного прапора. Відомо, що така символіка, і навіть поєднання синього і жовтого кольору були негласно заборонені в СРСР. Пізніше ця деколь була вже виконана в жовто– помаранчевій гамі.

## Припинення виробництва та наступні моделі
У 1961 році технічна документація В-902 була передана в Пензу на завод «ЗіФ», де мопед почали виробляти під маркою ПВЗ–16ф.
У 1961 році, Львівський велозавод отримав нову назву «ЛЗМ- Львівський завод мотовелосипедів». На ньому було розпочато виробництво нового екстравагантного мотовелосипеда МВ-042 «Львів'янка» з двигуном Д-5, а пізніше ще ряд одношвидкісних мопедів МВ-044, МВ-045, МВ-047 «Тиса».

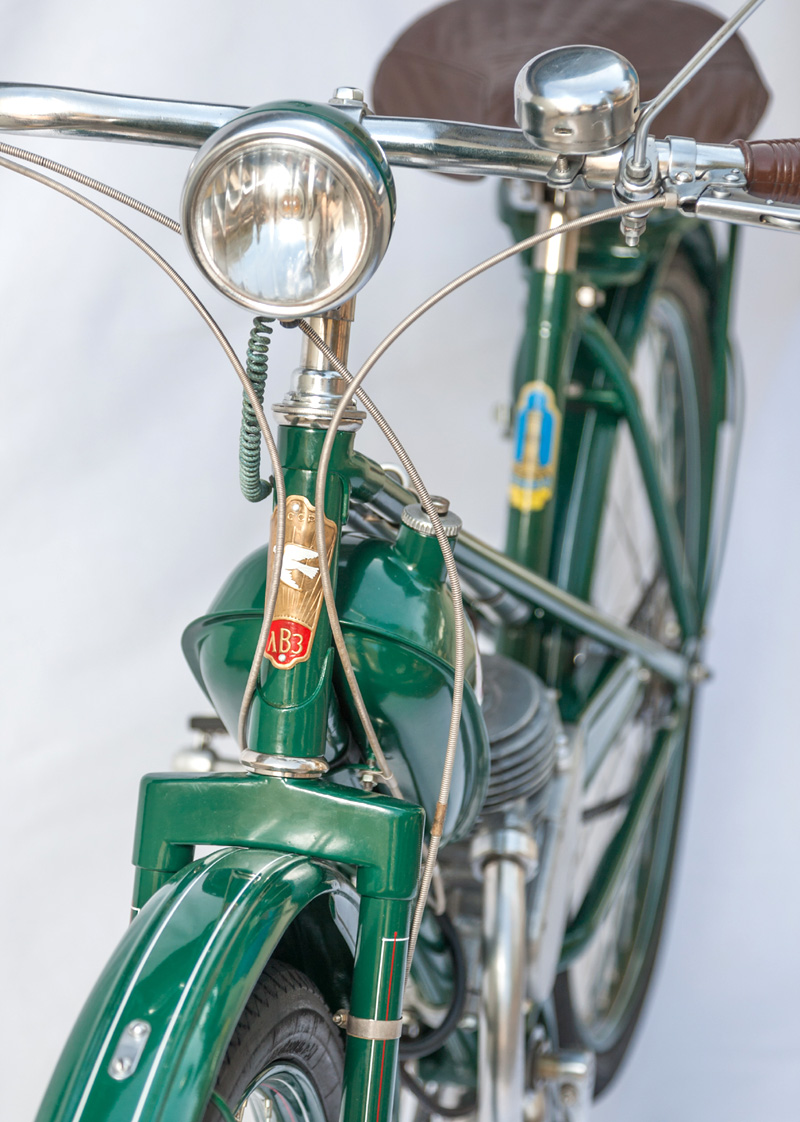
Мотовелосипед ЛВЗ В-902

Технічна характеристика мотовелосипеда ЛВЗ В-902:
- База — 1105 мм
- Довжина — 1780 мм
- Висота — 980 мм
- Втулка заднього колеса — гальмівна, велосипедна типу Torpedo
- Розмір шин — 559х48 (26х2)
- Двигун — одношвидкісний Д–4, 45 куб.см., 1 к. с.
- Витрата бензину — 1,5 літра на 100 км (при швидкості 20 км/год)
- Вантажопідйомність — до 100 кг
- Макс. швидкість — до 50 км/год
- Вага мотовелосипеда разом з двигуном — 32 кг.